# Puig Pedrós de la Tosa
El Puig Pedrós de la Tosa o Pedró de la Tosa és una muntanya de 2.690,8 metres d'altitud situada en el límit dels termes comunal de Porta, de l'Alta Cerdanya, a la Catalunya del Nord i municipal de Guils de Cerdanya, a la Baixa Cerdanya.
Està situat al centre del sector sud-oest del terme de Porta, i al nord-oest del de Guils de Cerdanya. Es troba al sud-oest del Puig Farinós, a ponent del Pla dels Empedrats i a llevant del Puigpedrós, o Pic de Campcardós.
És destí freqüent de moltes de les rutes d'excursionisme o d'esquí de muntanya del sud del terme de Porta i del nord dels de Guils de Cerdanya i Meranges.